# 巴德巴切利
巴德巴切利（Bade Bacheli），是印度恰蒂斯加尔邦Dantewada县的一个城镇。总人口20407（2001年）。

## 人口
该地2001年总人口20407人，其中男性10792人，女性9615人；0—6岁人口2585人，其中男1332人，女1253人；识字率65.41%，其中男性为73.64%，女性为56.17%。